# Hanami

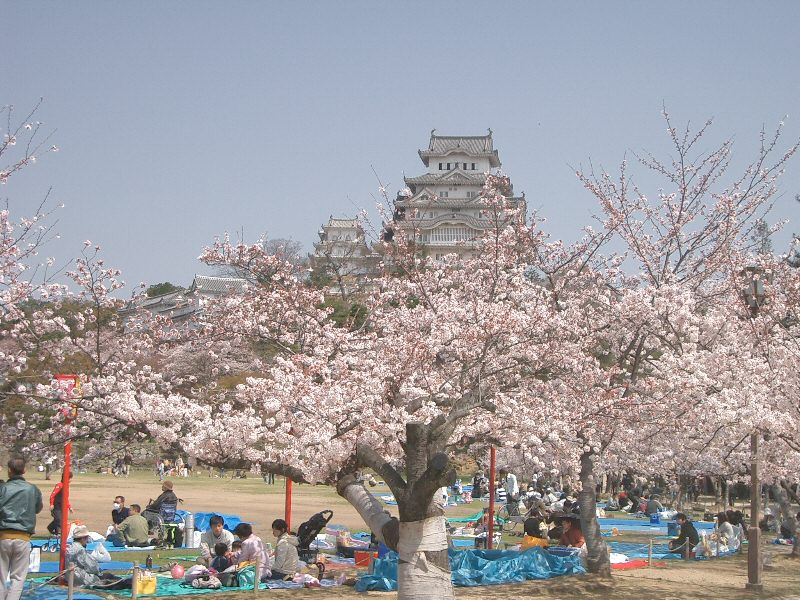
Körsbärsblom i april, vid Himeji slott.

Hanami (花見 på japanska, att beskåda blommor) är en av de viktigaste årliga högtiderna i Japan. Den äger rum då körsbärsträden blommar. I sydligaste delen av landet firas hanami i mars medan den i norr firas i maj (blomningen för japanskt körsbär sker längst i söder i mars, längst i norr i maj). Blomningstiden (mankai) varar bara några dagar. Under dessa dagar samlas japanska familjer, vänner och arbetskamrater under träden och har picknick.
Den kortlivade körsbärsblomman ses som en symbol för och påminnelse om det korta och vackra men förgängliga livet. Den har dyrkats sedan urminnes tider och är Japans inofficiella nationalblomma. Dess ankomst betyder också att våren har kommit och att det är dags att gå ut i parken, beundra blomman och ha lite kul. Hanamifirandet sammanfaller i stora delar av Japan med aprillovet mellan två läsår i skolan.
| Tokyo                      | Tokyo                      | Tokyo                      |
| Datum för körsbärsblomning | Datum för körsbärsblomning | Datum för körsbärsblomning |
| År                         | Första blomning            | Full blomning              |
| -------------------------- | -------------------------- | -------------------------- |
| 2021                       | 14 mars                    | -                          |
| 2020                       | 14 mars                    | 22 mars                    |
| 2019                       | 21 mars                    | 27 mars                    |
| 2018                       | 17 mars                    | 24 mars                    |
| 2017                       | 21 mars                    | 2 april                    |
| 2016                       | 21 mars                    | 31 mars                    |
| 2015                       | 23 mars                    | 29 mars                    |
| 2014                       | 25 mars                    | 30 mars                    |
| 2013                       | 16 mars                    | 22 mars                    |
| 2012                       | 31 mars                    | 6 april                    |
| 2011                       | 28 mars                    | 6 april                    |
| 2010                       | 22 mars                    | 1 april                    |
|                            |                            |                            |
| 2002                       | 16 mars                    |                            |